# 長短金利の逆転

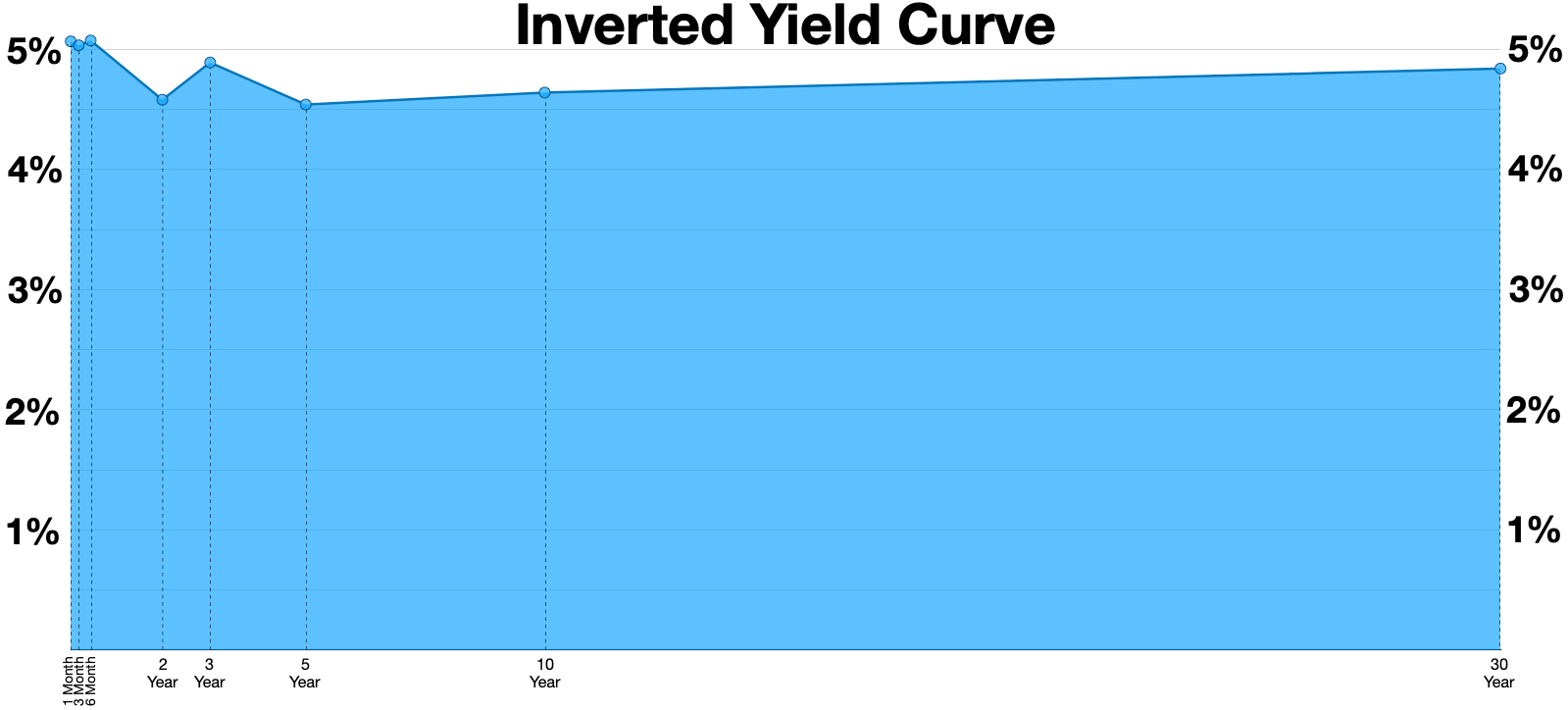
2006年12月に発生した米国債の逆イールド

長短金利の逆転（ちょうたんきんりのぎゃくてん）や逆イールド（英: inverted yield）とは、長期金利（償還期間の長い債券の利回り）が短期金利（償還期間の短い債券の利回り）を下回る現象。

## 概要
通常、長期金利は短期金利を上回る。
例えば、1年で償還される債券の利回りが1%とする。市場では、先々金利が上昇すると見込まれており、来年は2%、再来年は3%と予測されていたとする。1年物債券を毎年購入していくと、3年後には複利で1.01×1.02×1.03=1.061倍に増えることになる。もし、3年物債券があるとすれば、市場では裁定が働き3年間で6.1%増えるはずである。これは1年当たりに換算して1.99%の利回りになる計算になる。
このように、先々金利が上昇するという予想の下では、長期金利は短期金利を上回る。また、債券発行者の信頼性は遠い将来のほうがより低いため、長期金利には追加的な利息（信用プレミアム）も要求される。
しかし、金利が低下するという予想の下では、これと逆の現象が起きる。その予想が信用プレミアムも相殺したとき、長短金利逆転が起きる。
一般に、長短金利の逆転は今後の景気後退を示唆しているとされる。

## 歴史
現実経済では、アメリカで1970年代末期から1980年代前半に長短金利が逆転した。この時期のアメリカでは、インフレつぶしのための高金利政策が採用されており、長短金利ともに二桁に達していた。
先々の金利低下を見込む流れが強く、長期金利は短期金利よりも数百ベーシスポイント(数%)下に位置していた。
また、この時期に米国では、短期調達・長期運用を行っていたS&L（貯蓄貸付組合）が逆ザヤにより相次いで破綻した。これをS&L危機と言う。S&Lは、小額で流動性の高い短期資金を調達して、住宅ローン貸付などの長期運用を行っていたが、調達金利と運用金利が逆転したことで大きな赤字を計上し、破綻した。
2000年代以降は、10年物のアメリカ国債の利回りが2年物より低くなる「逆イールド」の発生が、景気が後退する直前の信憑性の高いサインだとして注目されるようになった。現実的に2001年のインターネット・バブルの崩壊、2008年のリーマン・ショックの前に、しばしば逆イールドが発生し、数年間にわたる景気後退に直面する例が見られた。2019年3月25日（日本時間）には、10年物のアメリカ国債と3カ月物財務省短期証券との間で逆イールドが発生したため、凶兆として捉えた投資家により株式市場の株価が下がるといった事例も見られている。

## デフォルトが見込まれる債券
社債などのデフォルトリスクのある債券では、デフォルト直前に長短金利の逆転が観察される。これには債券の回収率が関係している。デフォルトした債券であっても、債務整理などの後に元本の一部が返還されることが多い。この割合を回収率と呼ぶが、これは残存年限にかかわらずに一定の値をとることが多い。例えば、額面100円でゼロクーポンの1年債と10年債が、確実にデフォルトすることが見込まれ、回収率が50%と見込まれる場合、価格はいずれも50円になる。この時、1年債の名目上の利回りは100%、10年債の利回りは7%となる。